# Leonardo Manera
(Una celebre citazione del comico salodiano)
Leonardo Manera, pseudonimo di Leonardo Antonio Bonetti (Milano, 20 aprile 1967), è un comico, cabarettista, attore e conduttore radiofonico italiano.

## Biografia
Nato a Milano si trasferisce a Salò in provincia di Brescia, dove frequenta il liceo; successivamente si iscrive a Giurisprudenza, senza però laurearsi.

### Cabaret
Cabarettista ed autore di molti dei suoi testi, ha ottenuto vari riconoscimenti a livello nazionale: nel 1996 ha vinto il "Festival nazionale del Cabaret" e, l'anno seguente, il "Festival di cabaret Città di Cremona", oltre al premio della critica alla "Zanzara d'oro", trasmesso su Rai 1. Nel 2011 vince il Delfino d'Oro alla carriera come miglior cabarettista dell'anno al Festival nazionale Adriatica cabaret.
Alcuni suoi personaggi sono diventati particolarmente celebri, come il ventriloquo Vasco a cui hanno causato "una lesione alla retina", il mimo Mimmo, il depresso monocorde che invia "Un saluto festoso a tutti", l'alienato che ripete ossessivamente "Adriana, Adriana...", Sprecacenere Donato, un ragazzo analfabeta che scrive alla sua ex fidanzata, o Peter, parodia del ragazzo della provincia bresciana e Petrektek, insieme a Claudia Penoni che impersona Kripztak, nella parodia del cinema polacco (ispirandosi in realtà ai film del regista finlandese Aki Kaurismäki).

### Cinema e teatro
Dal 1999 inizia anche a impegnarsi come attore, recitando nei film La grande prugna (1999) di Claudio Malaponti e Ma femme s'appelle Maurice (2001) di Jean Marie Poiret.
Attivo anche sulla scena teatrale, è stato protagonista degli spettacoli Se non m'illudo mi chiudo (2000), Abbracciati da sola che c'ho d'andar via (2002), Aspetto e spero, per la regia di Paola Galassi tra il 2003 e il 2005, Costole (2006-2008) e Notti amare (2008-2009) diretti da Marco Rampoldi. Tra il 2010 e il 2011, ancora diretto da Marco Rampoldi, ha portato sulle scene grazie ad una produzione indipendente il monologo Italian Beauty (Viaggio in un paese di mostri). Sempre con Rampoldi alla direzione nel 2013 porta in scena il fortunato monologo L'ottimista (il Candido di Voltaire e la Ricerca della felicità).
Dal 2004 al 2014 come sodalizio stabile è accompagnato nei suoi spettacoli dal vivo dalla band musicale de "gli Inadatti".
A teatro nel 2011 è autore ed interprete di Recital, nel quale ripercorre i suoi quarantaquattro anni nell'Italia del XXI secolo attraverso un mix di ricordi personali, presentandolo anche al Dallo Sciamano allo Showman; nello stesso anno recita nella commedia nera Una notte da paura, diretta da Claudio Fragasso.

### Radio
Per Radio 2, tra il 2004 e il 2005, ha condotto con Giovanna Zucconi Sumo, programma di approfondimento e intrattenimento su temi di attualità e cultura.
Dal luglio 2014 conduce su Radio 24 Platone, la caverna dell'informazione, insieme ad Alessandro Milan. Dal settembre 2017 al luglio 2018 conduce I Funamboli; dal 2018 inizia a condurre il programma Uno, nessuno, 100 Milan.

### Televisione
Per la televisione ha partecipato a diversi programmi comici come State boni, Seven Show, Paperissima, Quelli che il calcio, Ciro, Belli dentro, Zelig, Zelig Circus, Zelig off, Colorado e Made in Italy. Nel 2009 è stato il conduttore del varietà televisivo Grazie al cielo sei qui, in onda su LA7. Nel 2022 partecipa come concorrente al programma di Alessandro Borghese - Celebrity Chef in onda su TV8.

## Vita privata
Dal settembre 2015 è testimonial ufficiale dell'associazione di volontariato dei City Angels.